# Västansjön, Värmland
Västansjön är en sjö i Sunne kommun i Värmland och ingår i Göta älvs huvudavrinningsområde. Sjön är 21 meter djup, har en yta på 0,233 kvadratkilometer och befinner sig 108 meter över havet.

## Delavrinningsområde
Västansjön ingår i det delavrinningsområde (663477-134538) som SMHI kallar för Nedlagd mätstation. Medelhöjden är 170 meter över havet och ytan är 25,12 kvadratkilometer. Räknas de 38 avrinningsområdena uppströms in blir den ackumulerade arean 962,63 kvadratkilometer. Rottnan som avvattnar avrinningsområdet har biflödesordning 3, vilket innebär att vattnet flödar genom totalt 3 vattendrag innan det når havet efter 317 kilometer. Avrinningsområdet består mestadels av skog (54 procent), öppen mark (16 procent) och jordbruk (18 procent). Avrinningsområdet har 0,33 kvadratkilometer vattenytor vilket ger det en sjöprocent på 1,3 procent. Bebyggelsen i området täcker en yta av 0,63 kvadratkilometer eller 3 procent av avrinningsområdet.